# Kathala
Kathala is een monotypisch geslacht van straalvinnige vissen uit de familie van ombervissen (Sciaenidae).

## Soort
- Kathala axillaris (Cuvier, 1830)